# Édouard Carmignac
Pour les articles homonymes, voir Carmignac (homonymie).
Édouard Carmignac, né le 5 septembre 1947 à Paris, est un homme d'affaires et milliardaire français, fondateur et président de la société de gestion d'actifs Carmignac Gestion depuis 1989, créateur de la Fondation Carmignac (2000) et du prix Carmignac Gestion du photojournalisme (2009).

## Parcours

### Jeunesse et formation
Fils de Pierre Carmignac et de Simone Pineaud, Édouard Carmignac naît dans le 15e arrondissement de Paris le 5 septembre 1947. Il grandit au Pérou, où son père travaille dans le domaine de l'import-export après une carrière dans la diplomatie, et effectue sa scolarité dans un collège anglais jusqu'à l'âge de 12 ans. Par la suite, il obtient une maîtrise en sciences économiques à la Sorbonne en 1969 puis un MBA à l'université Columbia de New York en 1972.

### Carrière financière
En 1972, Édouard Carmignac commence sa carrière dans le monde de la finance en tant qu'analyste financier chez Blyth Eastman Dillon, une banque d'investissement basée à New York, où il reste jusqu'en 1974. Il déclarera ultérieurement y « avoir appris la rigueur dans le processus d’investissement », plaçant alors déjà ses premières économies personnelles en Bourse. Il travaille ensuite chez Paribas en 1975-1976, dans la division des opérations financières internationales. En 1977, l'année de ses 30 ans, il devient sous-directeur de la Banque de la Société Financière Européenne, et est chargé des financements hors bilan d'entreprises dans les domaines minier et énergétique.
En 1984, il fonde Pyramide Gestion, une société de gestion, filiale de la charge d'agent de change de Georges Hamant (Hamant & Cie). L'année suivante, en 1985, Édouard Carmignac devient également directeur général de la charge Hamant-Carmignac, nouvelle appellation d'Hamant & Cie.
En 1989, le monopole des agents de change est réformé et la profession d'agent de change disparaît en France pour laisser place aux sociétés de bourse. Remarquant à cette époque que « moins de 10 % de l'épargne disponible en France est sous mandat de gestion », Édouard Carmignac envisage de conquérir ce marché. Il quitte ainsi la charge Hamant-Carmignac (qui sera rachetée peu après par ING pour devenir ING Bourse) en percevant des indemnités conséquentes, qu'il investit dans sa nouvelle société, Carmignac Gestion, cofondée avec Éric Helderlé. Les premiers OPCVM proposés par Carmignac Gestion, auxquels les investisseurs français peuvent souscrire, sont alors tous gérés par Édouard Carmignac.
Au cours des années 1990, Édouard Carmignac se distingue principalement par son expertise sur les marchés émergents, encore mal connus des investisseurs français. « Dès les années 1990, il a anticipé l'importance des marchés émergents » commente ainsi Le Monde en 2010.
Dans le courant des années 2000, la société Carmignac connaît une importante croissance de ses encours sous gestion, qui dépassent 50 milliards d'euros après la crise des subprimes. En tant qu'actionnaire majoritaire de sa société de gestion, Édouard Carmignac entre en 2009 dans le classement des 100 Français les plus fortunés selon Forbes, qui place alors l'homme d'affaires à la 96e place de ce classement.
En 2020, la fortune personnelle d'Édouard Carmignac et sa famille est estimée à 1,05 milliard d'euros avec une participation de 76% dans le capital de Carmignac Gestion, dont les fonds propres sont estimés à 1,9 milliard d'euros, ce qui en fait alors la 89e plus grande fortune française selon Challenges.
Sa société est l'objet d'une enquête du Parquet national financier en 2018 pour fraude fiscale. L’enquête concerne notamment le mode de rémunération de ses cadres, par le biais de montages financiers passant par le Luxembourg, où la société a implanté une filiale. Il est également en conflit avec l'administration fiscale italienne, qui lui reproche d'avoir fraudé pour plus de 36 millions d’euros.

## Mécénat et culture

### Fondation Carmignac
En 2000, Édouard Carmignac crée la Fondation Carmignac, organisme de mécénat se portant acquéreur d'œuvres d'art contemporain. De nombreuses œuvres acquises dans le cadre de la fondation Carmignac sont exposées dans les locaux de Carmignac Gestion, place Vendôme. Dans le bureau d'Édouard Carmignac se trouvent ainsi deux tableaux de Lénine et de Mao réalisés par Andy Warhol,.
Également passionné de photographie, Édouard Carmignac crée en 2009, avec la Fondation Carmignac, le prix Carmignac du photojournalisme. Le prix, doté d'une bourse de 50 000 euros, vise à soutenir l’indépendance des photographes en leur donnant les moyens et le temps de réaliser un reportage thématique dans des territoires hors des feux de l'actualité.

### Concerts organisés
En 2012, à l'occasion de la soirée annuelle de Carmignac Gestion, Édouard Carmignac organise au théâtre Mogador un concert privé des Rolling Stones ouvert à 1 600 personnes, incluant les collaborateurs de Carmignac Gestion, des proches de l'homme d'affaires, ainsi que certains gérants, banquiers, conseillers financiers et journalistes. Cet événement hors norme pour une société de gestion confère à Édouard Carmignac une image de financier « rock » dans la presse financière,. À l'occasion de ce concert, Mick Jagger déclare sur scène, en français : « Vous avez de la chance, Monsieur Carmignac est très généreux. Je ne le connaissais pas mais la reine m'a dit grand bien de lui ».
Le coût du concert, financé par Édouard Carmignac, fait l'objet de spéculations. « Quand je peux faire plaisir, je ne compte pas. Mais je n'ai pas payé n'importe quoi. Le prix était très raisonnable, (...) bien moins de 10 millions » d'euros commente alors Édouard Carmignac, repris par Le Figaro. Le journal estime quant à lui le coût du concert à 4 ou 5 millions d'euros.
À la suite de ce concert, Édouard Carmignac est désigné « Personnalité européenne de l'année 2012 » par le magazine britannique Funds Europe, qui organise chaque année les « Fund Europe Awards ».
Ayant déjà organisé d'autres concerts pour les soirées annuelles de Carmignac Gestion avant 2012, notamment avec Rod Stewart ou le groupe Moriarty dans lequel évoluait son fils Charles Carmignac, Édouard Carmignac réédite régulièrement par la suite l'organisation de ce type d'événement. L'homme d'affaires a ainsi notamment organisé des concerts privés de Lou Reed, Ana Carolina, Neil Young et Simply Red.

## Vie publique et vie privée

### Interventions publiques
Édouard Carmignac est connu pour ses prises de parole souvent sans concession face à certains hauts responsables européens.
En 2011, à l'occasion du départ de Jean-Claude Trichet de la présidence de la Banque centrale européenne, il affirme dans une lettre reprises par plusieurs quotidiens : « Adieu, Monsieur, nous ne vous regretterons pas. Vous aurez (...) aggravé la crise en sous-estimant son ampleur, et dernièrement mis en péril l'euro par des hausses de taux inconsidérées (...) ».
En juillet 2012, peu après l'élection de François Hollande à la présidence de la République française, l'homme d'affaires émet d'importantes critiques publiques vis-à-vis des propositions de réformes fiscales du Président. Une lettre dénonçant notamment les hausses d'impôts envisagées par François Hollande est publiée dans plusieurs quotidiens français dont Le Monde.
Au cours d'interviews, Édouard Carmignac s'est également illustré par les déclarations suivantes :
- « Quand on est gérant sur les marchés, on est en état de guerre perpétuel » (2010)[7] ;
- « La zone euro constitue désormais une menace systémique pour l'économie mondiale » (2012)[17] ;
- « Je pourrais être le fils de Warren Buffett » (2013)[18].

### Enfants

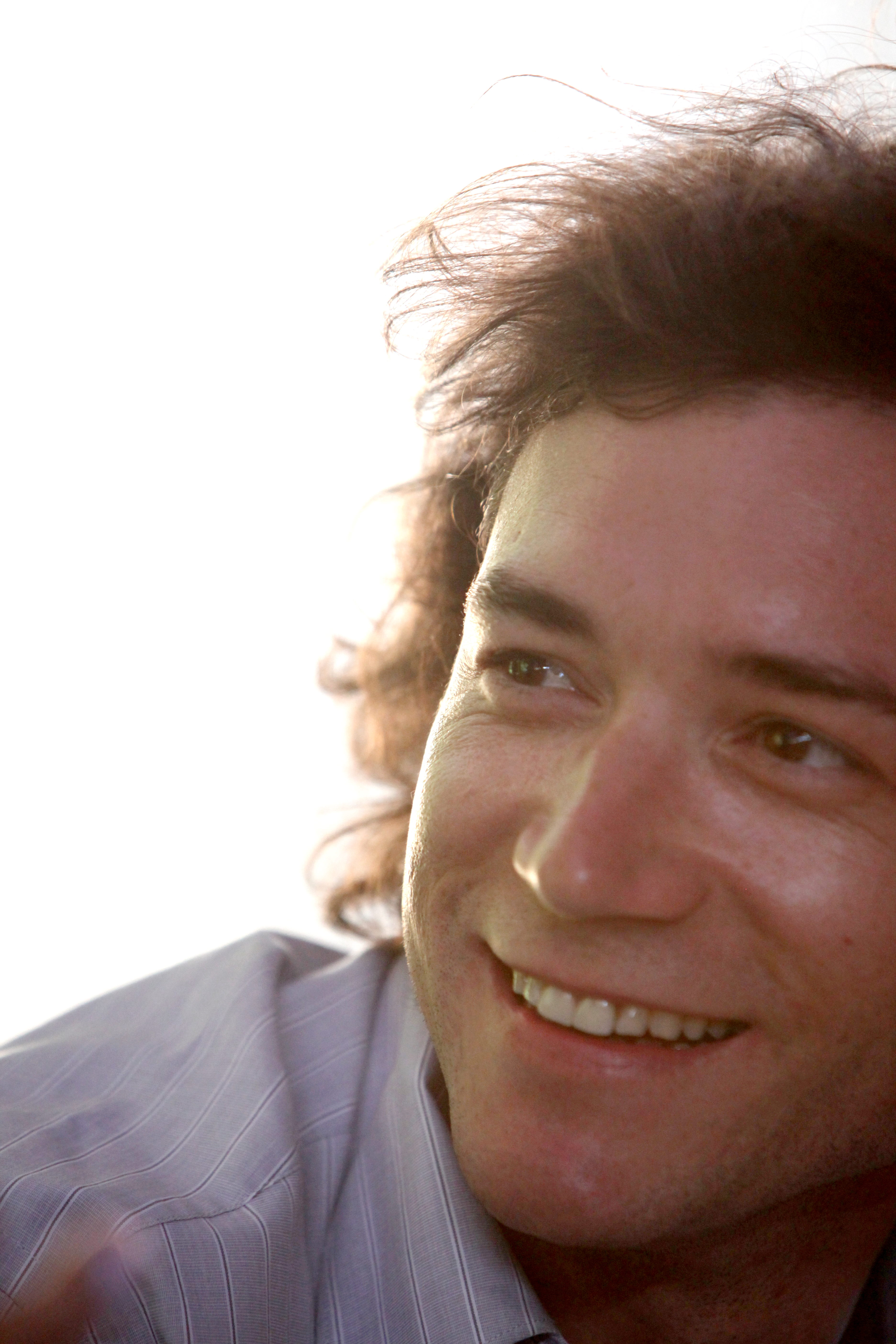
Charles Carmignac, fils d'Édouard Carmignac, est directeur de la Fondation Carmignac depuis 2017.

Édouard Carmignac est père de cinq enfants.
Son fils Charles Carmignac, est guitariste au sein du groupe de musique franco-américain Moriarty, fondé en 1995. Depuis janvier 2017, il est directeur de la Fondation Carmignac.
Sa fille Maxime Carmignac,  a commencé sa carrière dans le monde de la finance en 2002 comme analyste M&A chez Lazard Frères à Paris. Après avoir été analyste chez McKinsey entre 2003 et 2005, elle rejoint une première fois la société de gestion de son père entre 2006 et 2008 en tant qu'analyste et gérante. En 2008, Maxime quitte Carmignac Gestion et poursuit pendant deux ans sa carrière à New York puis Londres au sein d'un hedge fund, en travaillant notamment sur les cas d'actifs à risques alors touchés par la crise des subprimes. En 2010, elle rejoint de nouveau Carmignac Gestion où elle est rapidement nommée directrice générale de la succursale de Londres.
Sa seconde fille, Lucrèce Carmignac, est actrice de théâtre et de cinéma depuis 2004.
Son second fils, Hugues Carmignac, s'est notamment illustré comme joueur de polo en compagnie de son père. Il est également le fondateur de deux start-ups.
Son dernier fils, Amaury Carmignac, est étudiant, spécialisé dans les véhicules électriques

### Joueur de polo
Édouard Carmignac est également joueur de polo de niveau professionnel, en tant que membre de l'équipe « Talandracas » au sein de laquelle joue désormais son fils Hugues. Avec Talandracas, Édouard Carmignac s'est notamment distingué en remportant la coupe d'or de Deauville en 2002, 2004, 2010, 2013 et 2016, et en gagnant la « Queen's Cup » en 2011 et 2024.